# Hyalina electrina
Hyalina electrina is een slakkensoort uit de familie van de Marginellidae. De wetenschappelijke naam van de soort is voor het eerst geldig gepubliceerd in 1892 door Sowerby III.